# Tripping the Light Fantastic
Tripping the Light Fantastic è il secondo album dei Lit, pubblicato il 1º aprile 1997 sotto l'etichetta Malicious Vinyl.

## Formazione
- A. Jay Popoff - voce
- Jeremy Popoff - chitarra, voce
- Kevin Baldes - basso
- Allen Shellenberger - batteria

## Tracce
- Tutti i pezzi sono di A. Jay Popoff e Jeremy Popoff

1. Beginning - 3:47
2. My World - 2:13
3. Fuel - 4:17
4. No Big Thing - 2:39
5. Habib - 4:27
6. Explode - 3:03
7. Bitter - 3:30
8. Amount To Nothing - 2:21
9. Dozer - 4:39
10. Fireman - 4:08
11. Cadillac - 3:22
12. I Don't Get It - 2:48